# AirKenya Express
AirKenya Express (im Markenauftritt Airkenya) ist eine kenianische Fluggesellschaft mit Sitz in Nairobi und Basis auf dem Flughafen Nairobi Wilson International. Sie ging 2007 aus der Umfirmierung der Airkenya Aviation Ltd. hervor.

## Geschichte
Die Ursprünge der Gesellschaft liegen in der 1966 gegründeten Wilkenair, die 1970 in Air Kenya umbenannt wurde und regionale Flugdienste anbot. Durch den Zusammenschluss mit Sunbird Aviation entstand im Jahr 1987 das Unternehmen Airkenya Aviation, das 2007 zur AirKenya Express Ltd. umfirmiert wurde.

## Flugziele
Airkenya Express bedient in erster Linie kenianische Touristenziele. Darüber hinaus wird der Flughafen Kilimanjaro im benachbarten Tansania angeflogen.

## Flotte
Mit Stand August 2022 besteht die Flotte der Airkenya Express aus zwei Flugzeugen mit einem Durchschnittsalter von 28,6 Jahren:
| Flugzeugtyp            | aktiv | bestellt | Anmerkungen                                        | Sitzplätze |
| ---------------------- | ----- | -------- | -------------------------------------------------- | ---------- |
| De Havilland DHC-8-100 | 1     |          |                                                    | 36         |
| De Havilland DHC-8-200 | 1     |          | von Elix Aviation Capital seit Januar 2021 geleast | 40         |
| Gesamt                 | 2     | –        |                                                    |            |

### Ehemalige Flugzeugtypen
- De Havilland DHC-6-300
- De Havilland DHC-7-100
- Cessna 208B Grand Caravan